# Boris Zemelman
Boris Valery Zemelman (* 10. September 1967) ist ein amerikanischer Neurowissenschaftler russischer Herkunft. Er gilt als einer der Wegbereiter des neuen Wissenschaftszweiges der Optogenetik.

## Werdegang
Boris Zemelman kam erst im Jahr 1978 im Alter von zehn Jahren als Sohn der russischen Immigranten Valery und Evelina Zemelman in die USA nach Wilton, Connecticut. Dort besuchte er die Wilton High School, an welcher er 1985 seinen Abschluss machte und ihm für seine exzellenten schulischen Leistungen das Charles G. Mortimer Scholarship verliehen wurde.
Zemelman studierte Biochemie an der Stanford University, wo er im Jahr 1997 mit einer Dissertationsschrift über Purification and characterization of a novel mammalian recombinase bei I. Robert Lehman promoviert wurde.
Zemelman ist Assistant Professor für Neurowissenschaften am Center for Learning and Memory an der University of Texas at Austin. Des Weiteren forscht er als Gastwissenschaftler am Dudman Lab des Janelia Farm Research Campus.

## Forschungstätigkeit
Nach dem Abschluss seiner Dissertation widmete sich Zemelman zunächst Forschungen zu SNARE-Proteinen wie Synaptobrevin und ihren Einfluss auf die intrazelluläre Membranfusion.
Bekanntheit erlangte Zemelman durch seine gemeinsamen Forschungsarbeiten mit Gero Miesenböck aus den Jahren 2002 und 2003 zur selektiven Lichtstimulation von Neuronen, die als Grundlagen des von Karl Deisseroth 2005 weiterentwickelten neuen Forschungszweiges der Optogenetik gelten. In Fachkreisen wurden diese drei Wissenschaftler gemeinsam als Geheimtipp für den Nobelpreis 2013 gehandelt. Zemelman und Miesenböck setzten zunächst Rhodopsin und Arrestin der Drosophila als Photorezeptoren in kultivierten Säugetierneuronen ein, um die Neuronenaktivität zu kontrollieren. Danach entwickelten sie Ionenkanäle als Schalter zur Steuerung von optischen und pharmakologischen Stimuli.
Zurzeit forscht Zemelman zur Rolle des Hippocampus bei der Entstehung von Bewusstsein.

## Ehrungen und Auszeichnungen
- 1985: Charles G. Mortimer Scholarship[6]

## Schriften (Auswahl)
- Purification and characterization of a novel mammalian recombinase, Dissertationsschrift Stanford University 1997.